# Thibault Métezeau
Thibault Métezeau (Dreux, 21 ottobre 1533 – Parigi, 1596 circa) è stato un architetto francese.

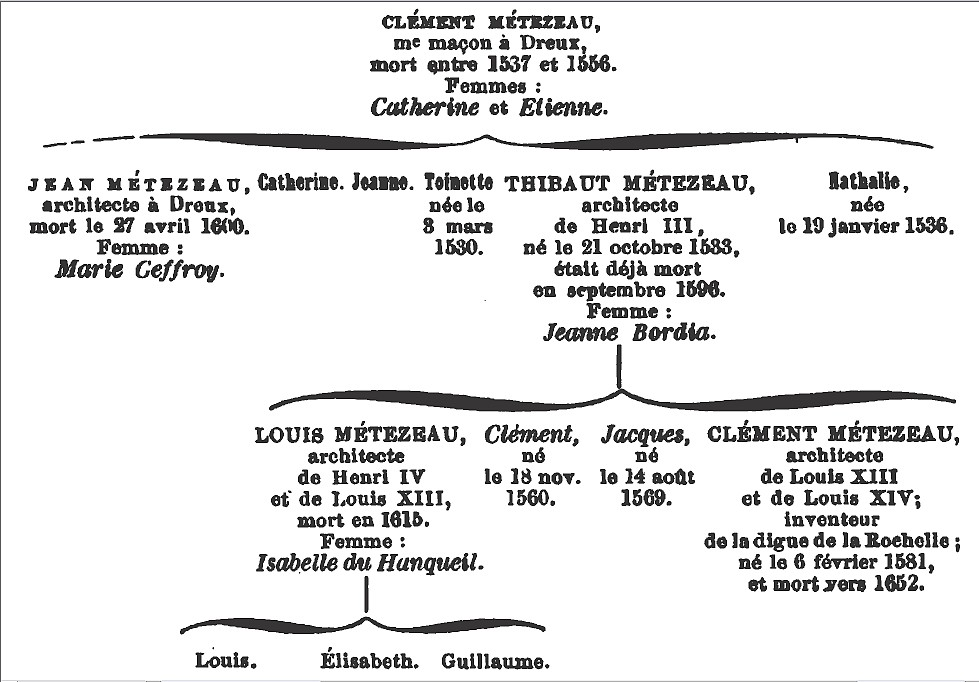
Albero genealogico

Era figlio di Clément Metézeau, capomastro e padre degli architetti Louis e Clément Métezeau jr. e il fratello di Jean Métezeau, anche lui architetto.

## Biografia
Trascorse la prima parte della sua vita a Dreux fino al 1569, quando si trasferì a Parigi. Dal 1578 fu uno degli appaltatori del Pont Neuf, e ancora responsabile dei lavori nel 1582.
Fu citato come architetto del duca di Alençon nel 1576, poi nominato architetto del re Enrico III il 25 marzo 1578.
Nel 1585 realizzò l'avant-portail della Porte Saint-Antoine  e avviò la Sala delle antichità al Palais du Louvre. Fu, molto probabilmente, uno degli iniziatori della lunga galleria dello stesso palazzo.